# چینامی توکوناگا
چینامی توکوناگا (انگلیسی: Chinami Tokunaga؛ زادهٔ ۲۲ مهٔ ۱۹۹۲) خواننده اهل ژاپن است. وی بین سال‌های ۲۰۰۲ تا ۲۰۱۵ میلادی فعالیت می‌کرد.